# Fletschenreuth
Fletschenreuth (oberfränkisch Fletscherreid) ist ein Gemeindeteil der Stadt Schwarzenbach an der Saale im Landkreis Hof (Oberfranken, Bayern).

## Geographie
Das Dorf liegt 2,5 km nordwestlich des Hauptortes Schwarzenbach an der Saale. Die Kreisstraße HO 10 verbindet es mit Stobersreuth und Gottfriedsreuth. Eine Abzweigung im Ort führt über Pfaffengrün nach Autengrün.

## Geschichte
Im 14. Jahrhundert war Fletschenreuth Lehen der Familie von Hirschberg, 1390 besaß Nickel von Kotzau im Ort eine Schenkstatt und sechs Bauernhöfe. Im 14. und 15. Jahrhundert mehrte das Hofer Spital seinen Besitz und gab ihn wieder ab. Um 1830 wurde der Ort nach Stobersreuth eingemeindet. 1884 befanden sich im Dorf 112 Bewohner und 18 Häuser, 1928 waren es noch 77 Einwohner. 